# Казань (Арбажский район)
Каза́нь — деревня в Арбажском районе Кировской области России.  В рамках организации местного самоуправления входит в муниципальное образование Арбажский муниципальный округ. С 2004 до 2020 гг. входила в состав муниципального образования Сорвижское сельское поселение Арбажского муниципального района.

## География
Деревня находится в юго-западной части Кировской области, в зоне хвойно-широколиственных лесов,  на высоком берегу реки Вятки, в 25 км северо-восточнее Арбажа.

### Климат
Климат характеризуется как умеренно континентальный, с умеренно холодной снежной зимой и тёплым летом. Среднегодовая температура — 2 °C. Абсолютный минимум температуры воздуха самого холодного месяца (января) составляет −47 °C; абсолютный максимум самого тёплого месяца (июля) — 40 °C. Годовое количество атмосферных осадков — 527 мм, из которых 354 мм выпадает в период с апреля по октябрь.

## Население
| 2010 |
| ---- |
| 4    |

## Памятные места
В деревне когда-то находилась церковь, и сейчас существует традиция оставлять у места, где находилась церковь, памятные предметы.

## Инфраструктура
Личное подсобное хозяйство с зоной сельскохозяйственного использования, индивидуальная застройка усадебного типа.